# Achatodes
Achatodes is een geslacht van vlinders van de familie uilen (Noctuidae), uit de onderfamilie Hadeninae.

## Soorten
- A. juanae Schaus, 1894
- A. metaleuca Dyar, 1912
- A. zeae Harris, 1841